# Прва инаугурација председника Линдона Џонсона
Прва инаугурација Линдона Б. Џонсона за 36. председника Сједињених Држава одржана је у петак, 22. новембра 1963, на броду Еир Форс Уан у Лове Фиелду, Далас, након убиства председника Џона Ф.Кенедија раније тог дана. Инаугурација - осма ванредна, ванредна инаугурација која се икада одржала - означила је почетак првог мандата (делимични рок од 1 године, 59 дана) Линдона Б. Џонсона као председника.

## Атентат на Џона Кенедија
Детаљније:Атентат на Џона Кенедија
У 12:30 по централном стандардном времену. Џон Ф. Кенеди је смртно рањен хицем док се возио са својом супругом Жаклином у председничкој колони. Више владиних комисија, укључујући Воренову комисију (која је истраживала 10 месеци) је закључило да је Кенедија усмртио Ли Харви Освалд. Са овим закључком се првобитно сложила већина америчке јавности, али од првог Галуповог истраживања 1966, већина испитаника има мишљење које се не слаже са овим налазима. Овај атентат је и данас предмет широких шпекулација и довео је до бројних теорија завере, мада ниједна од њих није доказана.

## Спољашне везе
| Претходна: 1961. | Инаугурација председника Сједињених Америчких Држава | Наследна: 1965. |